# Stoney End (песня)
«Stoney End» — песня, написанная и записанная впервые американской певицей Лорой Ниро в 1967 году. Позже песня попала на дебютный её дебютный альбом More Than a New Discovery.

## Версия Барбры Стрейзанд
Большую популярность песне принесло исполнение Барброй Стрейзанд, которая включила песню на свой одноимённый студийный альбом 1970 года. Продюсером записи стал Ричард Перри, на бэк-вокале можно услышать группу Fanny.
Версия Стрейзанд достигла шестой позиции в Billboard Hot 100, став таким образом второй записью певицы, попавшей в топ-10 в данном чарте. В чарте Adult Contemporary песня добралась до второй позиции. В Канаде песня заняла пятое место.

### Отзывы критиков
Мэтью Гринвальд из AllMusic отметил, что песня представила публике новую, более глубокую и современную Барбру Стрейзанд, причём с потрясающим результатом. В журнале Billboard заметили, что с таким мощным материалом у певицы есть все шансы пробиться на вершины хит-парадов.

## Позиции в хит-парадах
Еженедельные чарты:
| Чарт (1970—1971)                   | Высшая позиция |
| ---------------------------------- | -------------- |
| Австралия (Kent Music Report)      | 66             |
| Великобритания (OCC UK Singles)    | 27             |
| Канада (RPM Adult Contemporary)    | 29             |
| Канада (RPM Top Singles)           | 5              |
| Нидерланды (Tipparade)             | 25             |
| США (Billboard Adult Contemporary) | 2              |
| США (Billboard Hot 100)            | 6              |
| США (CashBox Top 100)              | 7              |

Годовые чарты:
| Год  | Чарт                     | Позиция |
| ---- | ------------------------ | ------- |
| 1971 | Канада (RPM Top Singles) | 65      |